# Péter Tóth
Péter Tóth (12 de julio de 1882-28 de febrero de 1967) fue un deportista húngaro que compitió en esgrima, especialista en las modalidades de florete y sable.
Participó en tres Juegos Olímpicos de Verano, obteniendo dos medallas, oro en Londres 1908 y oro en Estocolmo 1912. Ganó una medalla de plata en el Campeonato Mundial de Esgrima de 1931.

## Trayectoria
Fue miembro del equipo húngaro de espada que ganó el título de campeón olímpico en los Juegos Olímpicos de Verano de 1908 y 1912. En 1913, fue miembro fundador en la creación de la Federación Internacional de Esgrima. Como profesional activo durante mucho tiempo, obtuvo su primer campeonato húngaro en 1907 y el último en 1934.

También participó en los Juegos Olímpicos de verano de 1928 como esgrimidor de espada. Después de la Segunda Guerra Mundial, trabajó como auxiliar. Más tarde, publicó artículos deportivos. Se ocupó de la teoría y la historia del deporte, y se publicaron varios artículos profesionales relacionados con la esgrima. En los últimos meses de su vida, su obra sobre la historia de la esgrima, que escribió junto con el fotógrafo Kálmán Klell. Murió en un accidente automovilístico. Está enterrado en el Cementerio de Farkasrét.

## Palmarés internacional
| Juegos Olímpicos   | Juegos Olímpicos      | Juegos Olímpicos | Juegos Olímpicos    |
| Año                | Lugar                 | Medalla          | Prueba              |
| ------------------ | --------------------- | ---------------- | ------------------- |
| 1908               | Londres (Reino Unido) | Medalla de oro   | Sable por equipos   |
| 1912               | Estocolmo (Suecia)    | Medalla de oro   | Sable por equipos   |
| Campeonato Mundial |                       |                  |                     |
| Año                | Lugar                 | Medalla          | Prueba              |
| 1931               | Viena (Austria)       | Medalla de plata | Florete por equipos |